# 蚕茧客栈
蚕茧客栈（土耳其語：Koza Hanı）是土耳其布尔萨历史悠久的商队驿站，位于城市历史悠久的市场区的中心。

## 历史

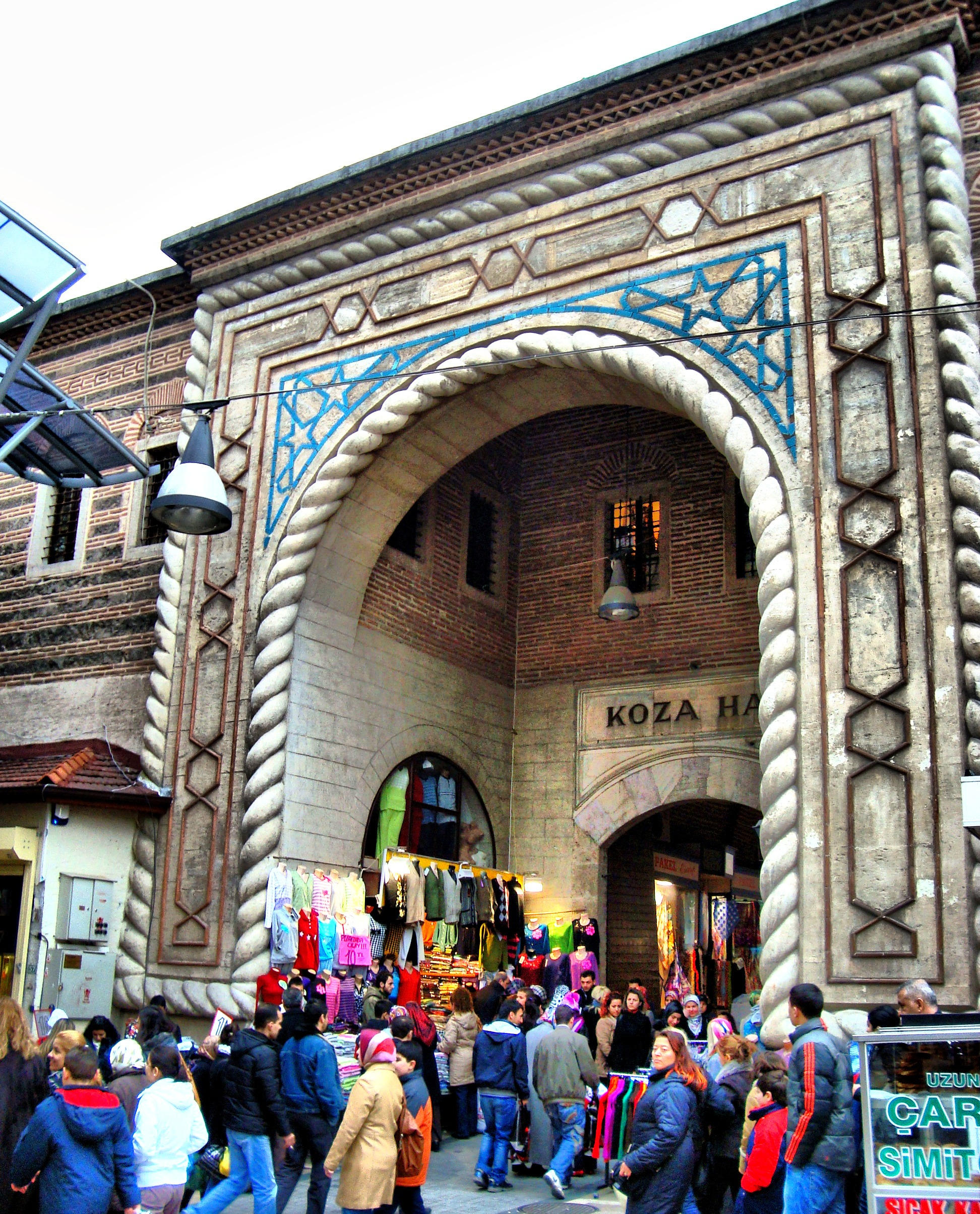
大门

布尔萨是奥斯曼帝国的第一个首都，也是其丝绸生产和贸易的中心。特别是在14至16世纪，在市中心建造了大量的商业建筑，如商队驿站和巴剎，形成了主要的经济活动区。尽管发生了多次地震，但今天至少有 13 座建筑物幸存下来。正是在这里，在古老的 奥尔汗加齐清真寺旁边，苏丹巴耶塞特一世于1490年2月或3月下令建造蚕茧客栈。建筑师名叫 Abdul Ula Bin Pulad Shah ，该建筑于1491年9月开放。通过瓦合甫制度，客栈的收入被指定用于资助伊斯坦布尔巴耶济德二世清真寺建筑群的维护。

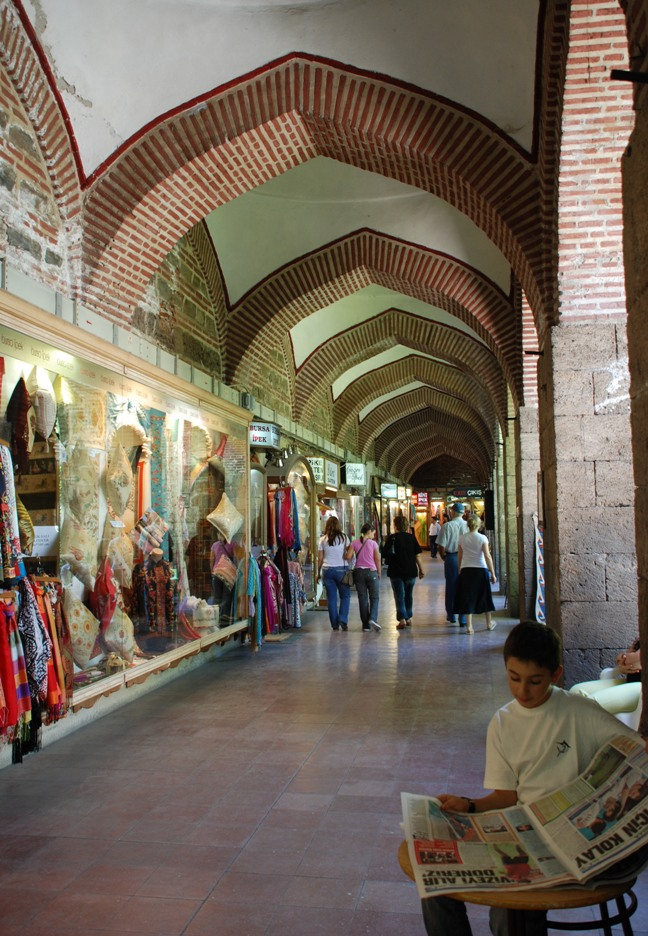

作为商队驿站，蚕茧客栈为外国商人提供住宿，为他们的动物和货物提供储藏室，为工匠提供作坊或办公室。 蚕茧客栈是布尔萨最大和最重要的客栈之一。16世纪初期，佛罗伦萨 美第奇家族的商业代理人在这座大楼内设有办公室。它在历史上一直是丝绸贸易的中心，如今在这座建筑中仍然有昂贵的丝绸商店，虽已不复昔日的显赫。 除了丝绸纺织品，这里也进行蚕茧的生产和销售（因此得名）。 客栈经历了多次修复和维修，包括在1630年、1671 年和1784 年。 位于其中心的小清真寺最近一次修复是在 1946 年和 2007 年。 今天的商队驿站也设有咖啡馆和茶馆。

## 建筑
与大多数典型的商队驿站一样，这里也是长方形平面，中央有一个宽大的庭院，尺寸为 45.9 x 37.5 米。外部用砖石交替砌筑，构成装饰性的视觉效果。 庭院周围是两层楼的长廊，可通往环绕建筑群的小型拱形房间。 底层有50个房间，上层有54个房间。 庭院的中心是一个八角形的小清真寺或祈祷室(mescit)，底层用8 根柱子支撑，通过大理石楼梯到达上层。 在清真寺的底层，是用于小净的喷泉和洗涤区。